# Iron Man 2 (partitura)
Iron Man 2: Original Motion Picture Score es la banda sonora de la película de 2010 del mismo nombre dirigida por Jon Favreau. Fue lanzada el 20 de julio de 2010, contando con 25 pistas. John Debney compuso la partitura musical de Iron Man 2 junto con Tom Morello. Richard M. Sherman compuso «Make Way for Tomorrow Today» como un homenaje a su propia «There's a Great Big Beautiful Tomorrow».

## Lista de canciones
Toda la música compuesta por John Debney excepto que se indique lo contrario. 
| N.º   | Título                                 | Escritor(es)       | Duración |  |
| 1.    | «Ivan's Metamorphosis»                 |                    | 5:47     |  |
| 2.    | «House Fight V1»                       |                    | 5:47     |  |
| 3.    | «Making Pepper CEO»                    |                    | 1:08     |  |
| 4.    | «Senate / Ivan Creates Drones»         |                    | 3:37     |  |
| 5.    | «Make Way for Tomorrow – Expo Version» | Richard M. Sherman | 0:53     |  |
| 6.    | «Rhodey Dons Suit»                     |                    | 0:56     |  |
| 7.    | «Dying Hero»                           |                    | 1:51     |  |
| 8.    | «Natalie Intro»                        |                    | 1:03     |  |
| 9.    | «Monaco Drive»                         |                    | 0:41     |  |
| 10.   | «Mayhem in Monaco»                     |                    | 7:25     |  |
| 11.   | «Jailhouse Talk»                       |                    | 2:24     |  |
| 12.   | «Ivan Escapes»                         |                    | 1:42     |  |
| 13.   | «Gun Show»                             |                    | 2:10     |  |
| 14.   | «Tony Discovers Dad's Secret»          |                    | 4:09     |  |
| 15.   | «Sledgehammer V2»                      |                    | 2:39     |  |
| 16.   | «Nick Fury»                            |                    | 1:29     |  |
| 17.   | «New Element / Particle Accelerator»   |                    | 6:14     |  |
| 18.   | «Sledgehammer»                         |                    | 1:07     |  |
| 19.   | «New RT / To the Expo»                 |                    | 1:43     |  |
| 20.   | «Black Widow Kicks Ass»                |                    | 2:11     |  |
| 21.   | «Iron Man Battles the Drones»          |                    | 8:00     |  |
| 22.   | «Ivan's Demise / The Kiss»             |                    | 5:05     |  |
| 23.   | «Thor»                                 |                    | 0:39     |  |
| 24.   | «I Am Iron Man»                        |                    | 1:30     |  |
| 25.   | «Make Way for Tomorrow Today»          | Richard M. Sherman | 1:51     |  |
| 72:01 |                                        |                    |          |  |

## Recepción
La banda sonora recibió críticas mixtas, aunque salió ganando en comparaciones con su predecesora. Entre las reseñas positivas, James Christopher Monger de All Music opinó que Debney «tuvo que lidiar con un bombardeo constante de canciones clásicas de AC/DC al elaborar su partitura», y que establece un tema memorable con «I Am Iron Man», al cual llamó «una explosión apasionante, heroica y anticuada de todas las entrañas y gloria estadounidenses que suena arrancada (en el buen sentido) de un viejo episodio de A-Team»; finalmente, dijo que resulta en «una banda sonora que es más que digna de su narcisista y muy armado protagonista.» Jonathan Broxton, de Movie Music UK, sintió que «Iron Man 2 es todo lo que la Iron Man original no fue: emocionante, con inventiva orquestal, muscular y valiente, con algunos temas y variaciones reales, emoción genuina, y un poco de rock contundente que suena apropiadamente auténtica y cruda. [...] el tema del antagonista es bueno, y la música de acción es genial [...] ¿Es arte? No. ¿Es divertida? Claro que sí.»
Por otro lado, Christian Clemmensen, único crítico de Filmtracks, dijo que el compositor «amplió el alcance del sonido de la franquicia de un modo admirable en Iron Man 2, pero falló en evocar cualquier sentido de cohesión fuera de las texturas metálicas», llamándola «una sólida de dos estrellas o una de tres estrellas con poco esfuerzo, un paso más arriba que la música miserable de Djawadi pero ni cerca tan interesante como la experimentación actual de Debney para Predators. [...] Que la búsqueda por la identidad musical de Stark continúe.»